# Hietzing
Hietzing est le treizième arrondissement de Vienne. Situé à l'extrémité occidentale de la ville où il encadre le Wienerwald, Hietzing est entouré par Liesing au sud, Meidling à l'est, Penzing, qui faisait partie de Hietzing jusqu'en 1938 au nord,  Rudolfsheim-Fünfhaus au nord-est et par le village de Purkersdorf, à l'ouest. La majeure partie de la frontière nord est constituée par la Vienne.
Hietzing est lui-même subdivisé en six parties : Hietzing (appelé également Alt-Hietzing, nord-est), Unter-Sankt-Veit (nord-ouest), Ober-Sankt-Veit (à l'ouest d'Unter-Sankt-Veit), Hacking (ouest), Lainz (centre) et Speising (sud). En outre le Lainzer Tiergarten, le château de Schönbrunn et les parcs environnants font partie de Hietzing.

## Géographie
Hietzing se situe dans la région de transition entre les Alpes et le bassin de Vienne. Avec une superficie de 37,69 km ², il est le troisième plus grand arrondissement de Vienne, occupant 9,2 % de la superficie de Vienne. A l'Ouest, il comprend une part importante (22,6 km2) réserve du Lainzer Tiergarten et comprend de nombreuses montagnes et des cours d'eau qui se jettent la Vienne ou la Liesing. 
En plus du Lainzer Tiergarten, les espaces protégés couvrent 9,6 % de la superficie du district (parc du château de Schönbrunn, biotope protégé Fasanengarten). Les espaces verts couvrent d'environ 72 % de la superficie du district, Hietzing est le quartier le plus «vert» de Vienne. Les zones urbanisées sont principalement concentrées dans la zone orientale autour des anciens villages.

## Relief
Situé dans le Lainzer Tiergarten, le Kaltbründlberg est le plus haut sommet du 13e arrondissement (508 m), suivent le Hornauskogel (501 m) et le Mont-Saint-Veit. À son sommet un point de vue porte jusqu'en Slovaquie et aux Carpates blanches. Dans la zone construite on trouve plusieurs collines avec des hauteurs de 250 à 300 mètres.

## Histoire
Le nom Hietzing est dérivé de « Hiezo » ou « Hezzo » (forme courte de « Heinrich »). Les premières traces écrites du village remontent à 1130. En 1253, il devient la propriété du monastère de Klosterneuburg. Le bâti le plus ancien est situé sur l'Altgasse. Au nord en direction de la Vienne s'étendaient des pâturages, au sud quelques champs et vignobles. Près du Küniglberg, et autour de la zone maintenant occupée par le cimetière, se situait une carrière de pierre dont le matériau servira plus tard à la construction du château de Schönbrunn. 
Au XVIe siècle, Hietzing est un petit village essentiellement viticole. Le premier siège turc, en 1529, cause de graves graves dommages. À partir du milieu du XVIIe siècle, les vignobles sont progressivement remplacés par des terres agricoles. La présence du sanctuaire Maria Hietzing et sa popularité croissante conduisent à la construction de maisons d'hôtes pour les pèlerins. 
Le second siège turc, en 1683, a totalement dévasté la ville et les vignobles restants. Il faudra attendre la construction du palais de Schönbrunn sur le site de l'ancien Katterburg (détruit en 1683) pour assister à la renaissance de l'ancien village de Hietzing. La proximité de la cour impériale entraine la construction de logements pour les nobles et les fonctionnaires. La position sociale élevée des nouveaux arrivants entraîna l'enrichissement spectaculaire du bourg et façonna l'image qu'il conserve encore de nos jours. Jean-Baptiste Cléry est frappé d'apoplexie en automne 1808, il meurt en Autriche dans la propriété qu'il avait acquise, le 27 mai 1809, à Hietzing. Il est enterré sous l'épitaphe : Ci-gît le fidèle Cléry.
En 1832 est construit dans le Vieux-Hietzing le Casino Dommayer qui devient un établissement musical de premier plan, autour de la dynastie Strauss (Johann Strauss et Johann Stauss II, le roi de la valse). En 1860, le bourg est relié à Vienne par le chemin de fer (ligne Salzbourg-Vienne). Le dramaturge Franz Grillparzer est enterré au cimetière de Hietzing en 1872. Dans la seconde moitié du XIXe siècle, Alt-Hietzing et Lainz se développent fortement en raison de la proximité du palais de Schönbrunn, et deviennent la résidence d'été des riches Viennois. 
En 1890/1892, les cinq villages ainsi que Penzing, Breitensee, Baumgarten et Hütteldorf, situés sur la rive nord de la Vienne, sont incorporés à la ville de Vienne en tant que 13e arrondissement sous le nom de Hietzing. 
Le 1er juin 1898 est inauguré le Stadtbahn qui deviendra, en 1981, la ligne de métro U4. En 1907, le quartier a été relié par la ligne de tramway électrique. Décédé en 1918, Egon Schiele est enterré dans le cimetière de Ober-Sanct-Veit. Dans la même année, Otto Wagner, Gustav Klimt et Koloman Moser sont enterrés au cimetière de Hietzing. 
Le 12 mars 1938, les résidents juifs du district sont dépossédés et expulsés. La réforme territoriale du 15 octobre 1938 entraîne la sécession du nouveau 14e arrondissement. Hietzing perd à ce moment-là 94 000 de ses 140 000 habitants. Dépourvu d'installations stratégiques, Hietzing est globalement épargné par les bombardements de 1944/1945.
Pendant l'occupation, le 13e arrondissement est rattaché au secteur britannique. En 1956, le Lainzer Tiergarten est rattaché à Hietzing.

## Patrimoine
- Diverses maisons simple- ou multifamiliales qui sont intéressantes pour des raisons d'architecture ou d'histoire
- Hackinger Steg, un pont piétonnier au-dessus du fleuve Wien
- Kennedybrücke (Pont de Kennedy)
- ORF-Zentrum
- Diverses églises
- Château de Schönbrunn
- Palmenhaus Schönbrunn
- Le cimetière - ou l'on peut trouver les tombes de Gustav Klimt et Engelbert Dollfuss
- Le zoo de Schönbrunn
- Lainzer Tiergarten
- Le Couvent des Dominicaines
- Résidences
- Wildsau, un restaurant traditionnel situé au bord du Lainzer Tiergarten avec une bonne vue au-dessus de Vienne[non neutre]
- Synagogue communautaire de Vienne-Hietzing détruite par les nazis lors de la nuit de cristal du 9 au 10 novembre 1938

## Politique
| Période | Période | Identité            | Étiquette | Qualité |
| ------- | ------- | ------------------- | --------- | ------- |
| 4/1945  | 7/1945  | Hans Mayer          | KPÖ       |         |
| 7/1945  | 1946    | Anton Figl          | SPÖ       |         |
| 1946    | 1950    | Josef Cudlin        | ÖVP       |         |
| 1950    | 1953    | Otmar Hassenberger  | ÖVP       |         |
| 1953    | 1959    | Ernst Florian       | ÖVP       |         |
| 1959    | 1964    | Josef Fischer       | SPÖ       |         |
| 1964    | 1969    | Josef Gerstbach     | ÖVP       |         |
| 1969    | 1976    | Eduard Popp         | SPÖ       |         |
| 1976    | 1978    | Eugen Gutmannsbauer | SPÖ       |         |
| 1978    | 1990    | Elfriede Bischof    | ÖVP       |         |
| 1990    | 2013    | Heinz Gerstbach     | ÖVP       |         |
| 2013    | -       | Silke Kobald        | ÖVP       |         |

## Galerie

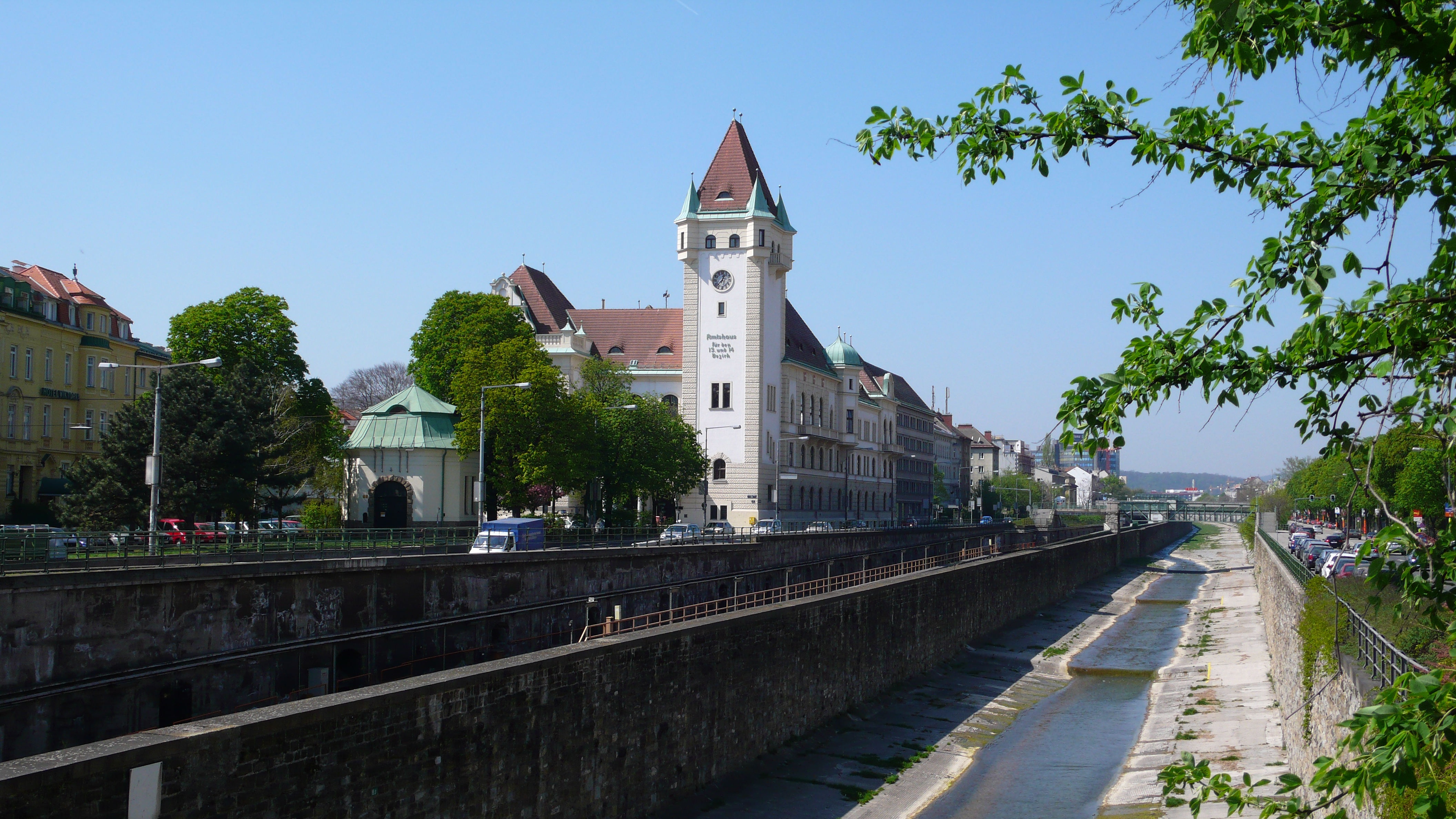
Construite en 1912/1913 la mairie des 13e et 14e arrondissements est située sur le quai de Hietzing. Entre elle et la rivière Vienne, circule la ligne de métro U4.
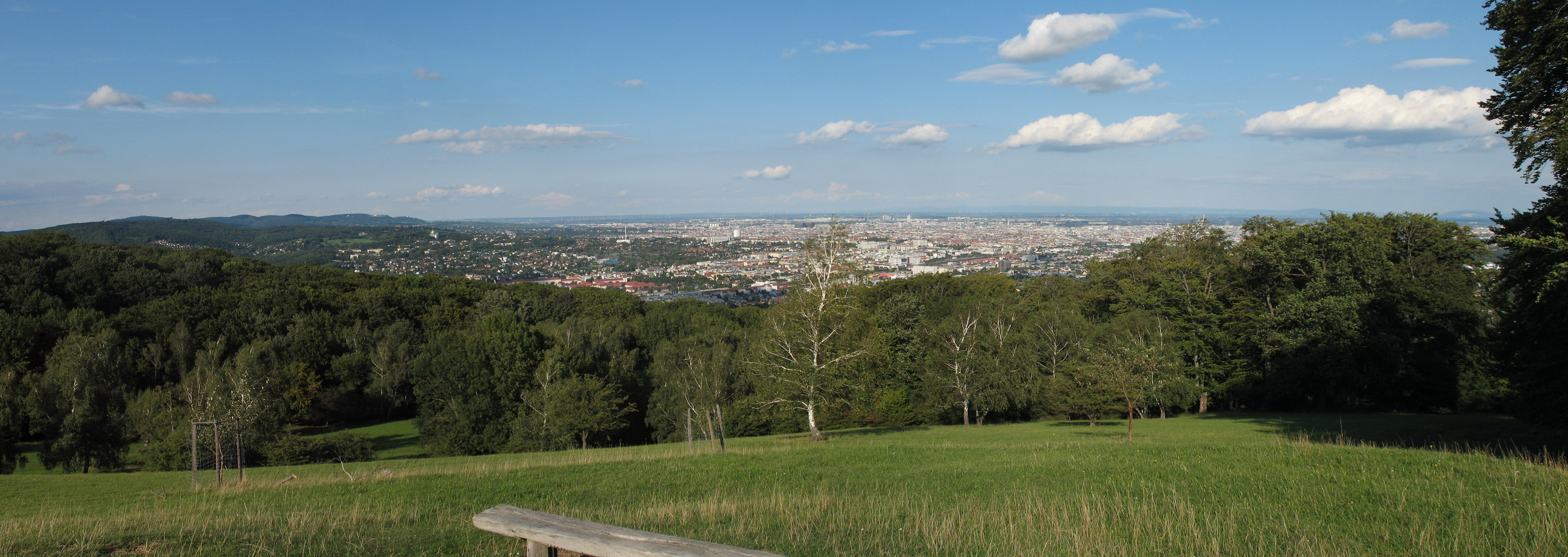
„Wiener Blick“ im Lainzer Tiergarten.
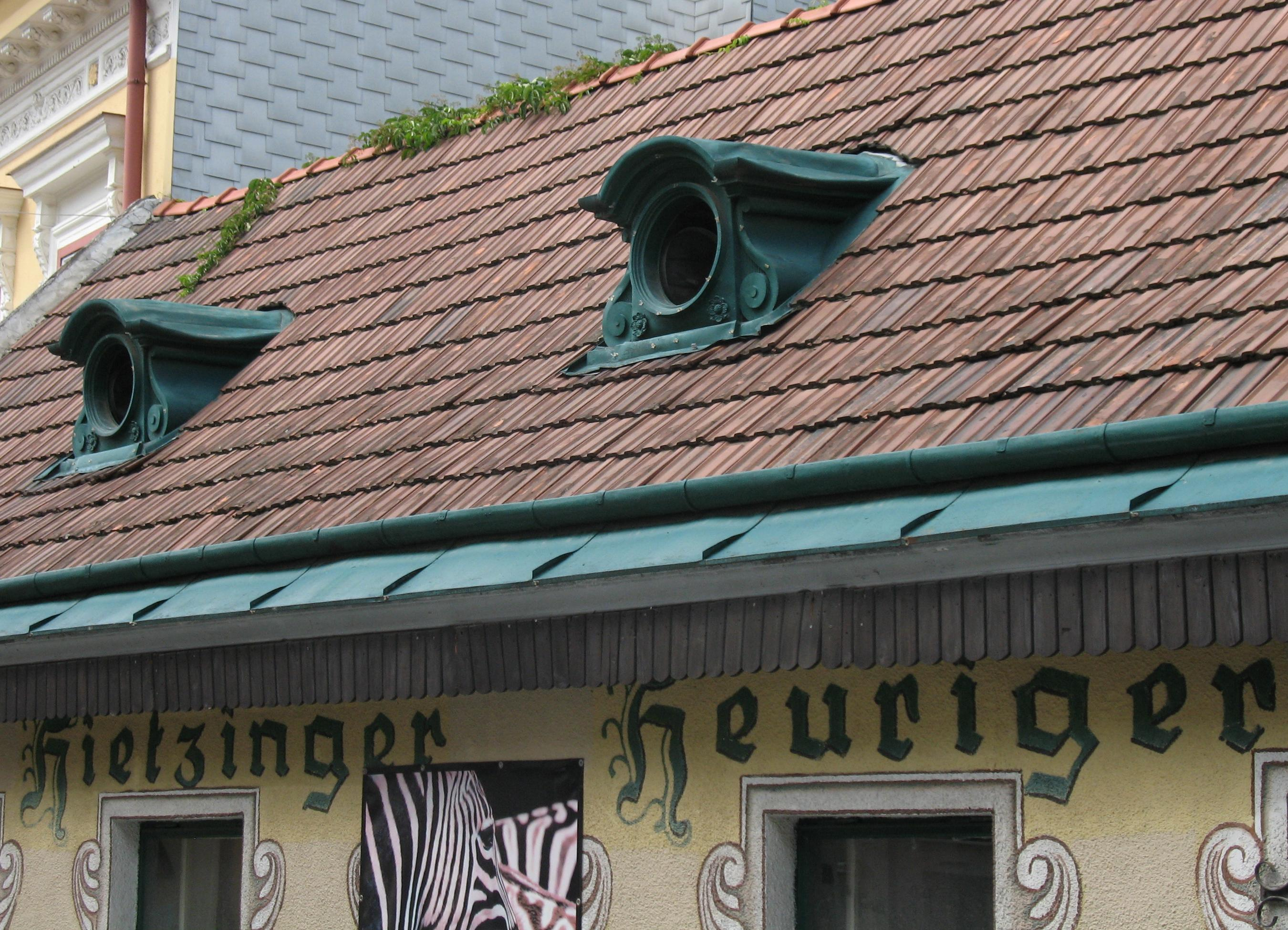
Maison d'hôtes Hietzinger Heuriger.
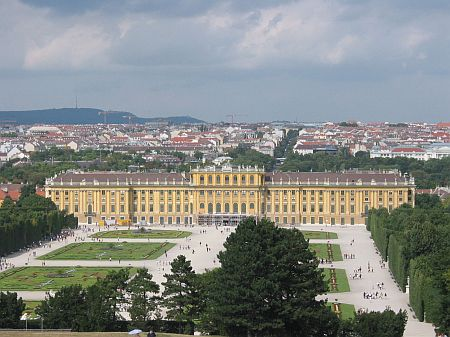
Le château de Schönbrunn est situé à Hietzing.
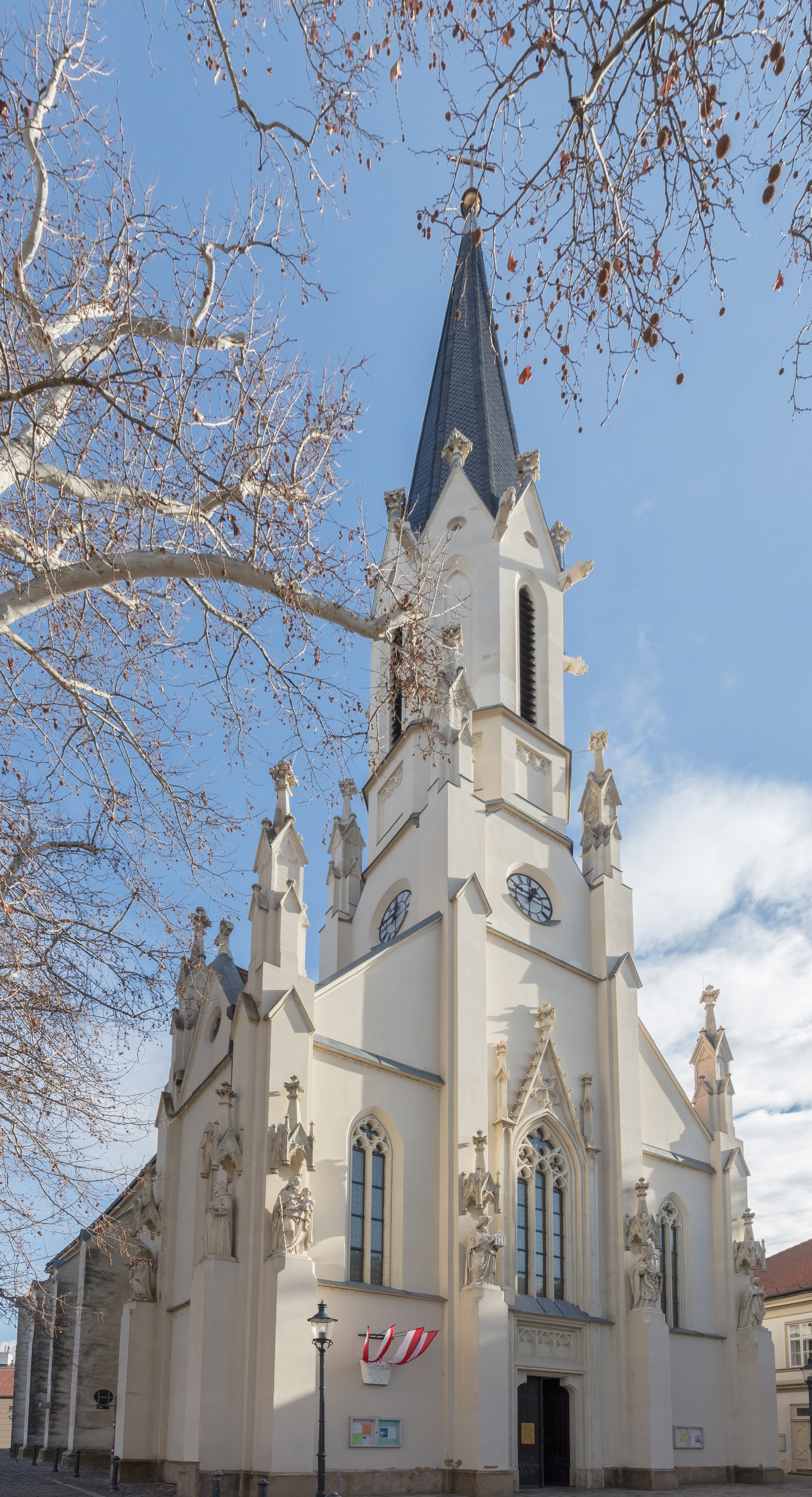
Église paroissiale.